# Antras (Ariège)
Antras é uma comuna francesa na região administrativa de Occitânia, no departamento de Ariège.